# Rick Apodaca
Richard Jason "Rick" Apodaca Perez (ur. 1 lipca 1980 w North Bergen) – portorykański koszykarz występujący na pozycjach rzucającego obrońcy oraz niskiego skrzydłowego, reprezentant Portoryko. Wychował się w Nowym Jorku. Grał w grach przedsezonowych do NBA w Orlando Magic.
W sezonie 2007/08 reprezentował barwy Besiktasu Cola Turka Stambuł w pucharze ULEB, gdzie notował średnio 9,6 pkt, 3,1 zb., 3,4 as. w każdym meczu.

## Osiągnięcia
Na podstawie, o ile nie zaznaczono inaczej.
NCAA
- Uczestnik turnieju NCAA (2000, 2001)
- Mistrz turnieju konferencji America East (AEC – 2000, 2001)
- Zaliczony do:
  - I składu debiutantów konferencji AEC (2000)
  - II składu konferencji Colonial Athletic Association (CAA – 2002)

Drużynowe
- 3-krotny wicemistrz Portoryko (2011–2013)

Indywidualne
- MVP sezonu regularnego DBL (2006 według plk.pl)[3]
- Najlepszy nowy gracz DBL (2006 według plk.pl)[3]
- Debiutant Roku ligi portorykańskiej BSN (2000)
- I skład:
  - PLK (2006)[4]
  - Obrońców BSN (2005)
- Uczestnik:
  - meczu gwiazd ligi:
  - portorykańskiej (2004, 2007)
  - włoskiej (2006)
  - konkursu wsadów ligi BSN (2000, 2002)
- Lider:
  - play-off PLK w średniej zdobytych punktów (2006)[5]
  - strzelców ligi włoskiej (2007)
  - w przechwytach ligi portorykańskiej (2005)
- Zwycięzca konkursu wsadów BSN (2000)

Reprezentacja
- Mistrz Centrobasketu (2003)
- Wicemistrz Centrobasketu (2004)
- Brązowy medalista:
  - mistrzostw Ameryki (2003, 2007)
  - igrzysk panamerykańskich (2003)
  - Centrobasketu (2006)
- Uczestnik:
  - mistrzostw świata (2002 – 7. miejsce, 2006 – 17. miejsce)
  - igrzysk olimpijskich (2004 – 6. miejsce)